# Hisashi Hirai
Pour les articles homonymes, voir Hirai.
 (juillet 2018).
Si vous disposez d'ouvrages ou d'articles de référence ou si vous connaissez des sites web de qualité traitant du thème abordé ici, merci de compléter l'article en donnant les références utiles à sa vérifiabilité et en les liant à la section « Notes et références ».
Hisashi Hirai est un character designer, connu pour avoir travaillé sur Gundam Seed, Sōkyū no Fafner et Gundam Seed Destiny.

## Biographie
Bien qu'il possède un style propre à lui-même, certains lui reproche de trop faire du hair design, c'est-à-dire de laisser les personnages ayant tous plus ou moins le même visage, où seule la coiffure change. Il reste néanmoins apprécié.[réf. nécessaire]